# Dioscoridillo pubescens
Dioscoridillo pubescens là một loài chân đều trong họ Eubelidae. Loài này được Taiti & Ferrara miêu tả khoa học năm 2004.